# Otto Goebel
Otto Heinrich Goebel (* 18. Juni 1872 in Reusrath; † 11. Mai 1955 in Bad Harzburg) war ein deutscher Volkswirt und Hochschullehrer.

## Leben
Der Pfarrerssohn aus dem Rheinland besuchte das Hennebergische Gymnasium in Schleusingen ohne Abschluss und machte 1889–1892 eine Lehre bei der Duisburger Maschinenbau AG. Darauf studierte er an der Technischen Hochschule Charlottenburg zum Diplom-Ingenieur bis 1894. Anschließend arbeitete er u. a. in Regenwalde (Pommern) als Fabrikdirektor und in Brüssel als Vertreter der Firma Deutz AG, bevor er ab 1903 in Berlin Volkswirtschaft studierte. 1911 promovierte er in diesem Fachbereich 1911 bei Max Sering. Vor dem Ersten Weltkrieg bereiste er intensiv Russland, besonders Sibirien. Er wirkte 1905–1910 als Handelssachverständiger des Deutschen Reichs in Sankt Petersburg. Im Weltkrieg war er ab 1915 Mitglied der Wissenschaftlichen Kommission des Preußischen Kriegsministeriums und Kriegsreferent im Kriegsamt, Technischer Stab. Er wurde nach dem Krieg 1919 an die Technische Hochschule Hannover als Professor für Volkswirtschaft berufen, wo er bis 1937 lehrte. Im November 1933 unterzeichnete er das Bekenntnis der deutschen Professoren zu Adolf Hitler.

## Schriften
- Volkswirtschaft des westbaikalischen Sibirien, Parey, Berlin 1910
- Über Sibirien nach Ostasien, Hendschel, Frankfurt a. M. 1914
- Der König von Sachalin und andere Geschichten aus Sibirien, Hendschel, Frankfurt a. M. 1915
- Rohstoffversorgung im Kriege : Vortrag, Kriegspresseamt 1917.
- Kriegsbewirtschaftung der Spinnstoffe, Band 6 der Reihe Die deutsche Kriegswirtschaft im Bereich der Heeresverwaltung 1914–1918. Vereinigung wissenschaftlicher Verleger, Verlag W. de Gruyter, Berlin 1922.[1]
- Taylorismus in der Verwaltung!, Hannover 1925
- Deutsche Rohstoffwirtschaft im Weltkrieg einschließlich des Hindenburg-Programms. Stuttgart, Berlin, Leipzig: Deutsche Verlagsanstalt, 1930
- Das Wirtschaftsganze im Blickfeld des Ingenieurs: Eine Einführung in die Volkswirtschaft, Springer, Berlin 1937
- Ein buntes Leben im zweiten Deutschen Reich, Taubert, Bad Harzburg 1953